# Leonardo Loza
Leonardo Loza (Independencia, Bolivia; 13 de noviembre de 1983) es un dirigente cocalero y político boliviano. Desde noviembre de 2020 se desempeña como senador nacional en la Asamblea Legislativa Plurinacional de Bolivia en representación del departamento de Cochabamba y secretario del Comité de Seguridad del Estado y Lucha Contra el Narcotráfico.

## Biografía
Leonardo Loza nació el 13 de noviembre de 1983 en el municipio de Independencia de la provincia de Ayopaya en el departamento de Cochabamba. En la partida de nacimiento legal quedó registrado con el apellido de su madre. Es el mayor de siete hermanos. Migró a los nueve años a la zona del trópico del departamento de Cochabamba junto a su abuelo, Paulino Loza, al Chapare en 1992 a causa de la pobreza, cuando tenía nueve años. Creció lejos de su padre y su madre. Salió bachiller el año 2000.
En 1998, a los quince años, empezó a trabajar junto a su abuelo en los sembradíos de coca y a los diecisiete asumió su primera responsabilidad sindical en el Chapare. Desde entonces Loza ha ocupado diversos puestos sindicales. En 2012 fue ejecutivo principal de la Federación Chimoré compuesto por 15 centrales que reúnen a más de 100 sindicatos de cocaleros.
En 2014, Leonardo Loza asumió la vicepresidencia de la Coordinadora de las Seis Federaciones Cocaleras del Trópico que lidera Evo Morales. En 2015 asumió la dirección departamental del MAS de Cochabamba, organización de la que forma parte "desde que tiene conciencia política, cuando Evo Morales estaba de diputado" explica y en el mismo año la Confederación Nacional de Comunidades Intraculturales a la que renunció en octubre de 2016.
En febrero de 2017, debido a las críticas hacia la hoja de coca producida y comercializada en Cochabamba, Leonardo Loza señalaba a la prensa que los cocaleros del Chapare estaban dispuestos a pagar impuestos al estado boliviano, a diferencia de los cocaleros de la región de los Yungas que se negaban rotundamente a pagar algún impuesto.
En septiembre de 2020 fue elegido por Federación del Trópico de Cochabamba como candidato para reemplazar a Evo Morales como primer senador por Cochabamba cuando el expresidente fue inhabilitado para participar en las elecciones del 18 de octubre por el Tribunal Sumpremo Electoral y de la Justicia.
Desde el noviembre de 2020 es senador y secretario del Comité de Seguridad del Estado y Lucha Contra el Narcotráfico para el periodo legislativo 2020-2021.
Estrechamente vinculado a Evo Morales, Loza ha explicado que le ve como su compañero e "incluso como su padre".

## Controversias
En febrero de 2019, Leonardo Loza fue víctima de fake news siendo acusado en las redes sociales de todo el país de haber adquirido un automóvil Lamborghini. Loza lo desmintió en varias ocasiones e incluso se refirió al tema el presidente Evo Morales quien salió en su defensa. Finalmente se aclaró que el automóvil de lujo pertenecía a un consorcio empresarial cochabambino que había importado el Lamborghini desde Estados Unidos a Bolivia para el empresario Cristian Vargas, quien se declaró el verdadero dueño.
En marzo de 2019, Loza dijo al candidato presidencial Carlos Mesa que no garantizaba su seguridad ni la de otros opositores si ingresaban a realizar campaña política a la Provincia Chapare.
También en marzo de 2019 en un acto cívico realizado en el Chapare para la celebración de los 23 años de la Federación de Mujeres de Comunidades Interculturales, Leonardo Loza dijo en tono de broma que ofrecía Misses Cholitas a los ministros del presidente Evo Morales. Sus declaraciones se viralizaron en las redes sociales, siendo muy criticado por la oposición y por una parte del país. La diputada del Movimiento al Socialismo (MAS) Concepción Ortiz exigió una disculpa pública. También Secundina Flores, dirigente de la organización de mujeres Bartolina Sisa señaló las declaraciones de Loza como "violencia" anunciando que serían analizadas en la reunión de la organización. Horas después, Leonardo Loza pidió disculpas a toda la población boliviana y prometió no volver a bromear. Por otro lado el senador opositor Oscar Ortiz Antelo, presentó una denuncia penal contra Loza por el supuesto delito de proxenetismo.
El 21 de noviembre de 2019, en el marco de las protestas en Bolivia de octubre y noviembre de 2019 dos asambleístas departamentales de Cochabamba presentaron una denuncia penal ante la Fiscalía por sedición, instigación pública a delinquir, coacción y otros delitos más contra los principales dirigentes cocaleros Leonardo Loza y Andrónico Rodríguez, además de otros ocho altos dirigentes cocaleros masistas, culpándolos de haber cometido delitos de terrorismo, como el supuesto atentado contra el gasoducto Villa Tunari-Carrasco, levantamiento armado contra el estado boliviano, además de acusarles de haber sido los supuestos autores intelectuales del saqueo e incendio a varias estaciones policiales en Cochabamba. La denuncia quedó rechazada por la fiscalía en octubre de 2020.